# Campeius Vitringa
Campeius Vitringa, né le 16 mai 1659 à Leeuwarden et mort le 31 mars 1722 à  Franeker, est un hébraïsant et théologien protestant néerlandais. Il fut un continuateur de l'œuvre de Johannes Cocceius.

## Biographie
Il reçoit sa formation à l'université de Franeker, puis à celle de Leyde. À Franeker, il est l'élève le plus connu du théologien protestant Johannes Cocceius. C'est là qu'il devient professeur de langues orientales en 1681. Deux ans plus tard, il y reçoit la chaire de théologie.
Ses deux travaux majeurs sont sa dissertation sur la synagogue, De Synagoga Vetere Libri Tres (Franeker, 1685 ; 2d éd. 1696) et son Commentaire d'Isaïe (Leeuwarden, 1714-20), qui fut largement réédité au cours du XVIIIe siècle et fut jusqu'à l'époque de Gesenius considéré comme l'exégèse la plus importante du livre d'Isaïe. On compte encore parmi ses œuvres le Sacrarum Observationum Libri Sex (Franeker, 1683-1708).